# بالوعة المطبخ (فلم)
بالوعة المطبخ (بالإنجليزية: Kitchen Sink) هو فيلم رعب كوميديا أمريكي من إخراج روبي بيكيرانك وكتابة اورين يزيال، ومن بطولة فانيسا هادجنز ، إد ويستويك وبوب أودينكيرك.

## الممثلون والشخصيات
- إد ويستويك
- فانيسا هادجنز
- بوب أودينكيرك
- دينيس ليري
- باتون اوسوالت
- إيان روبرتس
- جوان كوزاك
- نيكولاس براون
- كيغان مايكل كي

## وصلات خارجية
- بالوعة المطبخ على موقع IMDb (الإنجليزية)
- بالوعة المطبخ على موقع ميتاكريتيك (الإنجليزية)
- بالوعة المطبخ على موقع روتن توميتوز (الإنجليزية)
- بالوعة المطبخ على موقع قاعدة بيانات الأفلام العربية
- بالوعة المطبخ على موقع ألو سيني (الفرنسية)
- بالوعة المطبخ على موقع بوكس أوفيس موجو (الإنجليزية)
- بالوعة المطبخ على موقع فيلمافينيتي (الإسبانية)
- بالوعة المطبخ على موقع قاعدة بيانات الفيلم (الإنجليزية)
- بالوعة المطبخ على موقع ليتربوكسد (الإنجليزية)
- بالوعة المطبخ على موقع كينوبويسك (الروسية)

1. ↑  "Debra McGuire - IMDb". اطلع عليه بتاريخ 2025-05-08.
2. ↑  بالوعة المطبخ (فلم) في قاعدة بيانات الأفلام العربية
3. ↑  "معلومات عن بالوعة المطبخ (فيلم) على موقع synchronkartei.de". synchronkartei.de. مؤرشف من الأصل في 2019-03-30.
4. ↑  "معلومات عن بالوعة المطبخ (فيلم) على موقع moviepilot.de". moviepilot.de. مؤرشف من الأصل في 2017-09-15.